# Викулин, Алексей Александрович
Алексей Александрович Викулин (род. 10 декабря 1992) — российский спортсмен по академической гребле, чемпион Европы, серебряный призёр чемпионата Мира, серебряный призер этапа Кубка Мира, Мастер спорта международного класса.

## Биография
Алексей Викулин родился в селе Кривополянье, Липецкой области, в греблю пришел 2012 году, начал заниматься под руководством Александра Зюзина.
В первый год тренировок (2013 году) выполнил норматив Мастера Спорта России, отобрался на летнюю универсиаду в Казань - занял 5 место
2015 году окончил Липецкий Государственный Университет с красным дипломом.
В 2016 году  в составе легкой четверки получил именную лицензию на участие Летних Олимпийских игр 2016 года в Рио-де-Жанейро. На Олимпиаде Викулин должен был участвовать в соревнованиях в четверке вместе с Александром Богдашиным, Александром Чаукиным, Максимом Телицыным.
Летом 2016 года Викулин с большинством остальных гребцов был дисквалифицирован.
2017 году вместе с Александром Богдашиным, Александром Чаукиным и Максимом Телицыным завоевал серебряные награды на чемпионате мира в американской Сарасоте, уступив лишь Италии.
2017 году в том же составе, завоевал  место на Чемпионате Европы по академической гребле -  Рачице.

## Спортивные достижения
- Мастер спорта международного класса по академической гребле
- Многократный победитель Чемпионатов России по гребному спорту / 2013-2017 — ; (Рекордсмен России)
- Чемпионат Мира по академической гребле / 2017 — ;
- Чемпионат Европы по академической гребле / 2017 — ;

## Социальные сети
- alekseivikulin
- Алексей Викулин